# Edgar J. Scherick
Edgar J. Scherick (* 16. Oktober 1924 in New York City, New York; † 2. Dezember 2002 in Los Angeles, Kalifornien) war ein US-amerikanischer Filmproduzent.

## Leben
Scherick studierte in Harvard und wurde wenige Jahre nach dem Zweiten Weltkrieg als  Regieassistent zum Rundfunk und Fernsehen geholt. In den 1950er Jahren wirkte er in der New Yorker Werbeagentur Dancer Fitzgerald Sample. Mit seiner Agentur brachte er 1961 das Konzept Wide World of Sports in das US-Fernsehprogramm der ABC, deren Vizepräsident Scherick später wurde. In dieser Funktion war Scherick mit der Gestaltung des Fernsehprogramms beschäftigt. Später rückte er zum Präsidenten der ABC-Tochter Palomar Pictures auf, ehe er sich als Filmproduzent unabhängig machte. Arbeitete er für ABC/Palomar überwiegend lediglich als Herstellungsleiter (executive producer), so änderte sich dies mit der Gründung seiner eigenen Produktionsfirma, die seit 1976 Filme herausbrachte.
Schericks Œuvre umfasst Kino- und Fernsehfilme der unterschiedlichsten Genres: Er stellte Komödien wie Dramen, Thriller wie Romanadaptionen, Tierfilme wie Nacherzählungen realer Ereignisse (… die keine Gnade kennen) her. Der letzte Film, an dem Scherick eine namentliche Produzentennennung erhielt, entstand bereits nach seinem Tod: Es handelte sich dabei um das Remake von dem Science-Fiction-Thriller Die Frauen von Stepford, den er einst 1974 in England produziert hatte. Scherick, der der Phi-Beta-Kappa-Gesellschaft angehörte, erhielt 1984 für die Dokumentation über eine Tanzschule für Kinder He Makes Me Feel Like Dancin’ einen Primetime Emmy Award. Bei den PGA Awards 1997 wurde Edgar J. Scherick für sein Lebenswerk ausgezeichnet.
In Martin Scorseses The King of Comedy übernahm er 1982 eine Nebenrolle als Fernsehproduzent, es war sein einziger Auftritt als Filmschauspieler.

## Filmografie
Herstellungsleiter oder Filmproduzent
- 1968: Liebling (For Love of Ivy)
- 1968: The Birthday Party
- 1969: Mein Freund, der Otter
- 1969: Woody, der Unglücksrabe (ungenannt)
- 1970: Jenny
- 1970: Homer
- 1971: Nightfall – Stimmen der Angst (When Night Calls)
- 1972: Doberkiller (To Kill a Clown)
- 1972: Mord mit kleinen Fehlern (Sleuth)
- 1972: Pferdewechsel in der Hochzeitsnacht (The Heartbreak Kid)
- 1973: Jagd auf linke Brüder (Gordon’s War)
- 1974: Ann in Blue
- 1974: Stoppt die Todesfahrt der U-Bahn 123 (The Taking of Pelham 1-2-3)
- 1975: Die Frauen von Stepford
- 1977: …die keine Gnade kennen (Raid on Entebbe)
- 1977: Ich hab’ dir nie einen Rosengarten versprochen
- 1978: Zuma Beach
- 1980: Der Ringer (The American Success Company)
- 1980: Revenge of the Stepford Wives
- 1982: Du oder beide (Shoot the Moon)
- 1982: Der weiße Hund von Beverly Hills (White Dog)
- 1983: He Makes Me Feel Like Dancin’
- 1983: Jung und rücksichtslos (Reckless)
- 1985: Flucht zu dritt (Mrs. Soffel)
- 1986: Preis der Leidenschaft (The High Price of Passion)
- 1986: Die Kinder von Stepford (The Stepford Children)
- 1987: Hands of a Stranger – Ein Mann nimmt Rache (Hands of a Stranger)
- 1987: Onkel Toms Hütte (Uncle Tom’s Cabin)
- 1988: Ein tödlicher Fehler (Unholy Matrimony)
- 1990: Das geheime Leben des Ian Fleming (Spymaker: The Secret Life of Ian Fleming, Fernsehfilm)
- 1990: Das Phantom der Oper
- 1990: Die Lust der schönen Rose
- 1991: Fieber des Bösen (Fever)
- 1991: Ärztin unter Verdacht (The Rape of Doctor Willis)
- 1991: Schwarzer Tod (Quiet Killer)
- 1992: Alptraum ohne Erwachen (Nightmare in the Daylight)
- 1993: Trügerische Liebe (Betrayed by Love)
- 1994: Und Freiheit für alle (A Passion for Justice: The Hazel Brannon Smith Story)
- 1994: Einmal Cowboy, immer ein Cowboy (The Good Old Boys)
- 1995: Tyson
- 1996: Das Urteil der Geschworenen (We the Jury)
- 1998: The Wall – Abschied vom Heldentum (The Wall)
- 2001: Path to War – Entscheidung im Weißen Haus (Path to War)
- 2004: Die Frauen von Stepford